# Saint-André-les-Alpes
Saint-André-les-Alpes – miejscowość i gmina we Francji, w regionie Prowansja-Alpy-Lazurowe Wybrzeże, w departamencie Alpy Górnej Prowansji. Siedziba kantonu Saint-André-les-Alpes.

## Demografia
Według danych na rok 1990 gminę zamieszkiwały 794 osoby, a gęstość zaludnienia wynosiła 17 osób/km². W styczniu 2015 r. Saint-André-les-Alpes zamieszkiwało 939 osób, przy gęstości zaludnienia wynoszącej 20,1 osób/km².